# 腾冲荚蒾
腾冲荚蒾（学名：Viburnum tengyuehense）是五福花科荚蒾属的植物，为中国的特有植物。分布在中国大陆的云南、西藏等地，生长于海拔1,500米至2,600米的地区，多生在沟谷旁林中。

## 异名
- Viburnum tengyuehense (W. W. Smith) P. W. Hsu var. polyneurum P. W. Hsu